# Georgian Bay Islands nationalpark
Georgian Bay Islands nationalpark är en nationalpark i Ontario i Kanada, inrättad år 1929. Parken är belägen vid Georgian Bays sydöstra strand och omfattar 63 öar, varav den största är Beausoleil Island. Öarna kan bara nås med båt. Till Beausoleil Island avgår båtturer för besökare från Honey Harbour. På ön finns möjlighet till övernattning och vandringsleder. 
De norra öarna, inkluderat norra Beausoleil Island, har en karaktär som är präglad av att öarna ligger på gränsen av den kanadensiska skölden, med klippiga kuster och tunt jordlager. Dessa öar är därför huvudsakligen bevuxna med tallar. På södra Beausoleil Island finns djupare jord och den här delen av ön är även bevuxen med lövskog.
Parken är vad gäller djurlivet särskilt känd för att vara ett av Kanadas artrikaste områden med avseende på reptiler och groddjur.